# Pichobo
Pichobo (Pisabo, Pisobo, Pixobo, Pichaba), indijansko pleme jezične porodice pano iz u Perua. Spominju se 1663. i 1686. kao pleme s rijeke Ucayali na ušču rijeke Taguanigua, a ubilježeni su na karti iz 1830. na istom podrčju. K. G. Grubb (1927) ih navodi kao kao podskupinu Mananawa, a ove potonje kao podpleme Remo Indijanaca.
Njihovo ime ubilježeno je pod brojnim sličnim varijantama: Pitsubo, Pichaba, Pitsobu, Pisabo, etc.

## Vanjske poveznice
- [neaktivna poveznica]